# Hal Pereira
Hal Pereira (29 de abril de 1905, Chicago, Illinois - 17 de diciembre de 1983, Los Ángeles, California) fue un director de arte estadounidense que trabajó en Hollywood de la década de 1940 a la década de 1960.
Estudió en la Universidad de Illinois y posteriormente trabajó en la industria cinematográfica por más de 20 años durante los cuales participó en más de 200 filmes. A pesar de haber sido nominado al Óscar en 23 oportunidades lo ganó tan solo una vez, en 1955 por su labor en La rosa tatuada. Entre sus trabajos destaca la dirección de arte de la popular serie de televisión Bonanza.

## Premios y distinciones
Premios Óscar
| Año  | Categoría                                  | Película                     | Resultado |
| ---- | ------------------------------------------ | ---------------------------- | --------- |
| 1954 | Mejor dirección de arte - Blanco y negro   | Vacaciones en Roma           | Nominado  |
| 1955 | Mejor dirección de arte - Blanco y negro   | La angustia de vivir         | Nominado  |
| 1955 | Mejor dirección artística - Blanco y negro | Sabrina                      | Nominado  |
| 1956 | Mejor dirección de arte - Blanco y negro   | La rosa tatuada              | Ganador   |
| 1956 | Mejor dirección de arte - Color            | Atrapa a un ladrón           | Nominado  |
| 1957 | Mejor dirección de arte - Blanco y negro   | Los héroes también lloran    | Nominado  |
| 1957 | Mejor dirección de arte - Blanco y negro   | Los diez mandamientos        | Nominado  |
| 1958 | Mejor dirección de arte                    | Una cara con ángel           | Nominado  |
| 1959 | Mejor dirección de arte                    | Vértigo                      | Nominado  |
| 1960 | Mejor dirección de arte - Blanco y negro   | Los ambiciosos               | Nominado  |
| 1961 | Mejor dirección de arte - Blanco y negro   | Un marciano en California    | Nominado  |
| 1961 | Mejor dirección de arte - Color            | Capri                        | Nominado  |
| 1962 | Mejor dirección de arte - Blanco y negro   | Desayuno con diamantes       | Nominado  |
| 1962 | Mejor dirección de arte - Blanco y negro   | Verano y humo                | Nominado  |
| 1963 | Mejor dirección de arte - Blanco y negro   | Aventura en Roma             | Nominado  |
| 1964 | Mejor dirección de arte - Blanco y negro   | Amores con un extraño        | Nominado  |
| 1964 | Mejor dirección de arte - Color            | Gallardo y calavera          | Nominado  |
| 1966 | Mejor dirección de arte - Blanco y negro   | El espía que surgió del frío | Nominado  |
| 1966 | Mejor dirección de arte - Blanco y negro   | La vida vale más             | Nominado  |
| 1967 | Mejor dirección de arte - Color            | The Oscar                    | Nominado  |